# Urville (Calvados)
Urville település Franciaországban, Calvados megyében. Lakosainak száma 761 fő (2022. január 1.). Urville Barbery, Bretteville-le-Rabet, Cauvicourt, Gouvix, Grainville-Langannerie és Saint-Germain-le-Vasson községekkel határos.

## Népesség
A település népessége az elmúlt években az alábbi módon változott:
| Lakosok száma | 484  | 543  | 519  | 460  | 596  | 639  | 671  | 700  | 725  | 761  |
|               | 1968 | 1982 | 1990 | 2006 | 2013 | 2015 | 2017 | 2019 | 2020 | 2022 |